# Baishi Tuogelake Xiang
Baishi Tuogelake Xiang (kinesiska: 拜什托格拉克乡, 拜什托格拉克) är en socken i Kina. Den ligger i den autonoma regionen Xinjiang, i den nordvästra delen av landet, omkring 960 kilometer sydväst om regionhuvudstaden Ürümqi.
Genomsnittlig årsnederbörd är 47 millimeter. Den regnigaste månaden är juni, med i genomsnitt 15 mm nederbörd, och den torraste är oktober, med 1 mm nederbörd.